# Contatore visite

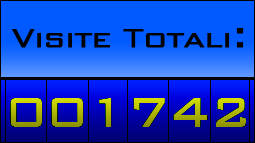
Esempio di contatore visite

Il contatore visite è uno strumento utilizzato dai webmaster che si occupa di registrare il numero di accessi ad un determinato sito, mostrando ai visitatori il numero totale di utenti che hanno visitato il sito dalla nascita (o dall'inserimento del contatore).

## Tipologia
Esistono diversi tipi di contatori, dai più semplici ai più complicati.
In generale, un contatore di visite può essere:
- Basato su un semplice file di testo
- Basato su un database

La prima categoria, solitamente memorizza su un file di testo presente sul sito web, semplicemente il numero di accessi, modificando il file ad ogni visita tramite codici solitamente in PHP.
La seconda categoria, invece può contenere contatori visite anche molto complessi, che memorizzano anche molte più informazioni, ad esempio:
- Indirizzo IP del visitatore.
- Luogo di provenienza.
- Data/ora della visita.

Alcuni altri dati restano poi disponibili al gestore del sito sotto forma di statistiche, in modo da analizzare la quantità di accessi ricevuti e prendere decisioni al riguardo (per esempio, se le visite sono poche, potrebbe essere necessario muoversi per rendere il sito più visibile nei motori di ricerca).